# أميستاد (فلم)
أميستاد، فيلم أميركي درامي تاريخي من إخراج ستيفن سبيلبرغ، أنتج في العام 1997 عن قصة واقعية لإحدى أهم قضايا تجارة العبيد في أفريقيا.
أميستاد هي سفينة إسبانية، كانت تستخدم لنقل العبيد من هافانا في كوبا إلى العالم الجديد في أميركا، وفي العام 1839 تمكن المُختطفون بقيادة جوزيف سينكى من تحرير أنفسهم والسيطرة على السفينة، وقُتل أربعة أشخاص في هذه المعركة بين قادة السفينة الإسبان واثنان من الأفارقة، وانتهت القضية بحصول الأفارقة على حريتهم وعودتهم إلى موطنهم سيراليون بفضل دفاع الرئيس الأمريكي السادس جون كوينزي آدامز.
الفيلم من بطولة مورجان فريمان، أنتوني هوبكينز، ديجمون هونسو، ماثيو ماكونهي.
أميستاد هي مفردة في اللغة الإسبانية، تعني صداقة.

## وصلات خارجية
- مقالات تستعمل روابط فنية بلا صلة مع ويكي بيانات